# Rhopalopsole magnicerca
Rhopalopsole magnicerca is een steenvlieg uit de familie naaldsteenvliegen (Leuctridae). De wetenschappelijke naam van de soort is voor het eerst geldig gepubliceerd in 1958 door Jewett.